# Les Fous de Baalbek
Les Fous de Baalbek est le 74e roman de la série SAS, écrit par Gérard de Villiers et publié en 1984 dans la collection Plon (Presses de la Cité). Comme tous les SAS parus au cours des années 1980, le roman a été édité lors de sa publication en France à 100 000 exemplaires.
L'action se déroule courant 1984 au Liban (Baalbek, District de Baalbek).
Malko Linge est chargé d'élucider ce que savait un agent de la CIA à Beyrouth, qui vient d'être assassiné. Il va devoir démêler l'imbroglio libanais composé de multiples factions qui s’entretuent ou s'épaulent.

## Personnages principaux
- Malko Linge : héros du roman, Autrichien, agent contractuel de la CIA.

## Résumé
Malko est chargé  d'élucider ce que savait l'analyste John Guillermin, en poste à l'antenne de la CIA à Beyrouth, qui vient d'être assassiné. 
Il va devoir démêler, entre Beyrouth et Baalbek, l'imbroglio libanais composé de multiples factions qui s’entre-tuent ou s'épaulent, suivant le moment, pour éviter un incident majeur au sommet de l'État libanais. 
Pour détruire un ennemi qui menace de réaliser une attaque spectaculaire, Malko suggère son bombardement par les canons de 420 du cuirassé américain New Jersey.

## Autour du roman
La dernière fois que Malko s'était rendu au Liban, c'était dans Mort à Beyrouth (SAS n°26 - 1972).
La prochaine fois qu'il s'y rendra de nouveau, ce sera en 2002 dans La Manip du Karin A (SAS n°147).